# إمبو فورينين
إمبو فورينين (بالفنلندية: Emppu Vuorinen)‏ (24 يونيو 1978 في فنلندا – )؛ هو كاتب غنائي وموسيقي فنلندي بدأ مسيرته الفنية عام 1996. متخصص في موسيقى ميتال سيمفوني، وهو أحد أعضاء فرقة نايتويش.

## وصلات خارجية
- إمبو فورينين على موقع IMDb (الإنجليزية)
- إمبو فورينين على موقع ميوزك برينز (الإنجليزية)
- إمبو فورينين على موقع أول ميوزيك (الإنجليزية)
- إمبو فورينين على موقع ديسكوغز (الإنجليزية)
- إمبو فورينين على موقع قاعدة بيانات الفيلم (الإنجليزية)

- الموقع الإلكتروني